# 極低頻
| 極低頻（ELF）                                       |
| --------------------------------------------------- |
| 每秒週期： 3Hz 至 30Hz 波長： 100,000km 至 10,000km |

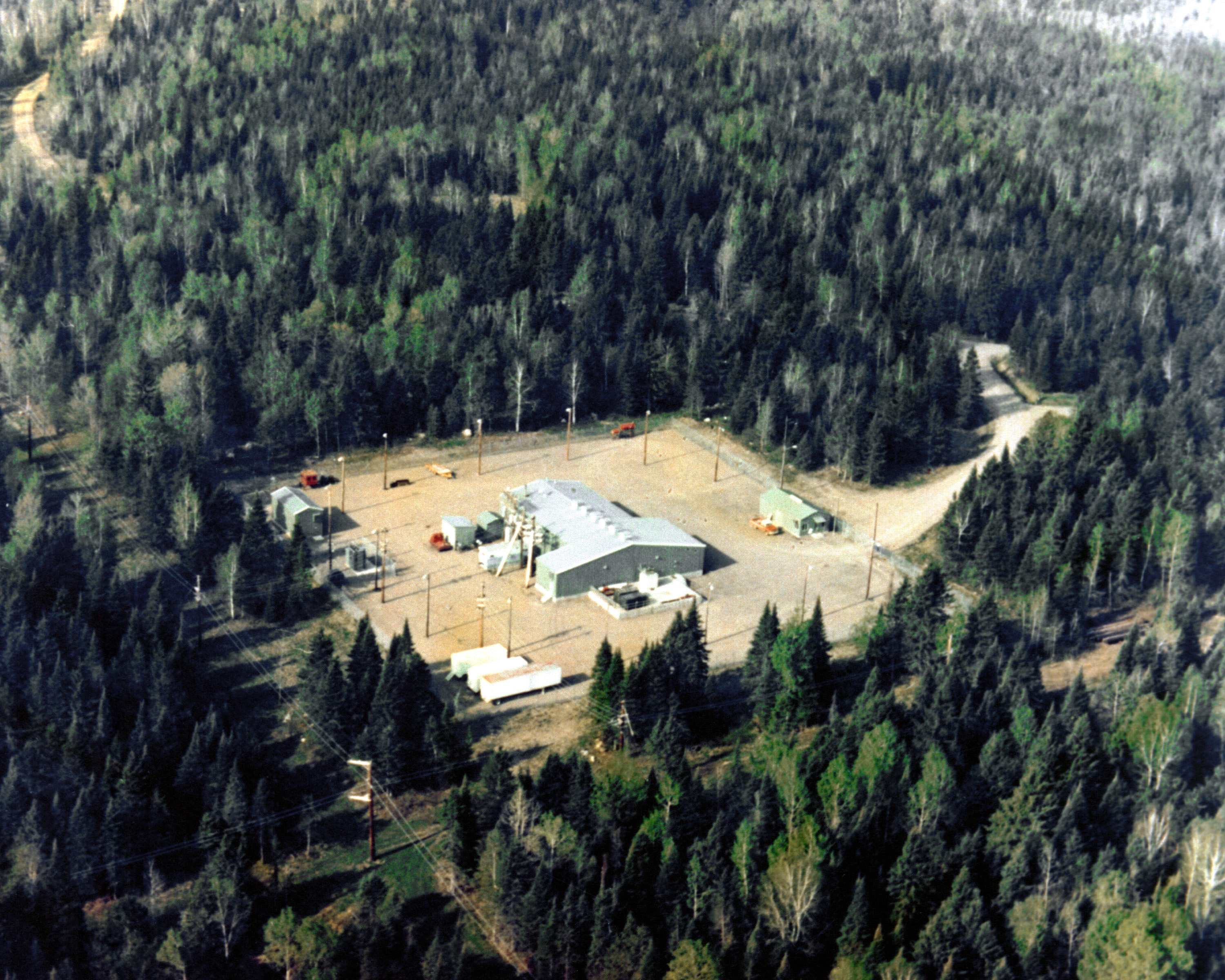
美國威斯康辛州的一處ELF發射設備（攝於1982年）

極低頻（英語：Extremely Low Frequency，ELF）是由國際電信聯盟定義的頻率由3Hz至30Hz、波長10,000公里至100,000公里之無線電波。
極低頻無線電波是閃電和自然擾動在地球磁場中產生的，因此是大氣科學中研究的主題之一。由於難以製造可以輻射這種長波的天線，因此極低頻無線電波極少用於通信系統中。ELF波可以穿透海水，這使它們可以用於與潛艇的通信。美國、俄羅斯、印度和中華人民共和國是目前僅有已知建造ELF通信設施的國家。

## 應用
基於無線電於鹹水的傳送特性，除了極低頻和超低頻外，通常無線電波不容易在海中傳送。雖然它可以在水中容易地傳送，但是ELF每分鐘可以傳送的訊號相對地小，所以只是給美軍用作指示潛水艇進入或離開海底。另外要有效傳送極低頻信號需要大型的天線，所以極低頻的使用不太普遍。
一些國家的電氣化鐵路使用低於一般50/60 Hz工頻的極低頻交流電，例如德國、奧地利、瑞士、挪威和瑞典使用15,000V 16.67Hz，美國使用11,000V或12,500V 25Hz的交流電。